# De oude vrouw
De oude vrouw (Italiaans: La Vecchia) is een schilderij van Giorgione uit circa 1506. Sinds 1856 maakt het deel uit van de collectie van de Gallerie dell'Accademia in Venetië.

## Geschiedenis
In een inventaris uit 1569 van de collectie van de familie Vendramin wordt een portret van Giorgione's moeder vermeld dat de schilder had gemaakt en geschonken. De originele lijst met het familiewapen van de Vendramins omkadert het schilderij nog altijd. Later kwam het werk in bezit van de koopman Cristoforo Orsetti. In 1856 kocht keizer Frans Jozef 21 kunstwerken uit de verzameling van Girolamo Manfrin voor de Gallerie dell'Accademia, waaronder dit schilderij. In 2018-19 vond een uitgebreide restauratie plaats.

## Voorstelling
Op een donkere achtergrond, achter een borstwering, is een oudere vrouw afgebeeld die zich naar links draait. Ze draagt een slappe witte hoed, die een pluk grijs haar onbedekt laat, een roze jurk en een witte doek met franjes aan de zoom die over haar schouder is gedrapeerd. De vrouw kijkt de toeschouwer aan met een intense uitdrukking van pijn. De woorden die ze lijkt uit te spreken, staan geschreven op de boekrol die ze in haar hand houdt: Col Tempo (met de tijd). Met de rechterhand wijst ze naar haar borst. 
Het schilderij kan gezien worden als een soort vanitas, een bittere reflectie op de ouderdom die lichamelijke achteruitgang brengt. Mogelijk had het werk echter een complexere betekenis, die niet meer bekend is, mede omdat een portret van een man dat oorspronkelijk bij het schilderij hoorde, verloren is gegaan. 
Waarschijnlijk liet Giorgione zich inspireren door het Laatste Avondmaal van Da Vinci. Dürers Allegorie van hebzucht, ook bekend als Oude vrouw met geld, wordt eveneens met Giorgione’s schilderij in verband gebracht. De Duitse schilder bracht het mee tijdens zijn tweede reis naar Venetië (1506-1507). Misschien zag Michelangelo Giorgione’s schilderij toen hij in Venetië was en vormde het een bron van inspiratie voor de expressieve figuren van de sibillen die hij op het gewelf van de Sixtijnse Kapel schilderde.
Giorgione's tonalisme, een belangrijke bijdrage aan de ontwikkeling van de schilderkunst, komt ook op dit schilderij naar voren. Hij werkte zonder duidelijke contouren en zonder onderliggende tekening, rechtstreeks op het doek, met extreme vrijheid.  

## Afbeeldingen

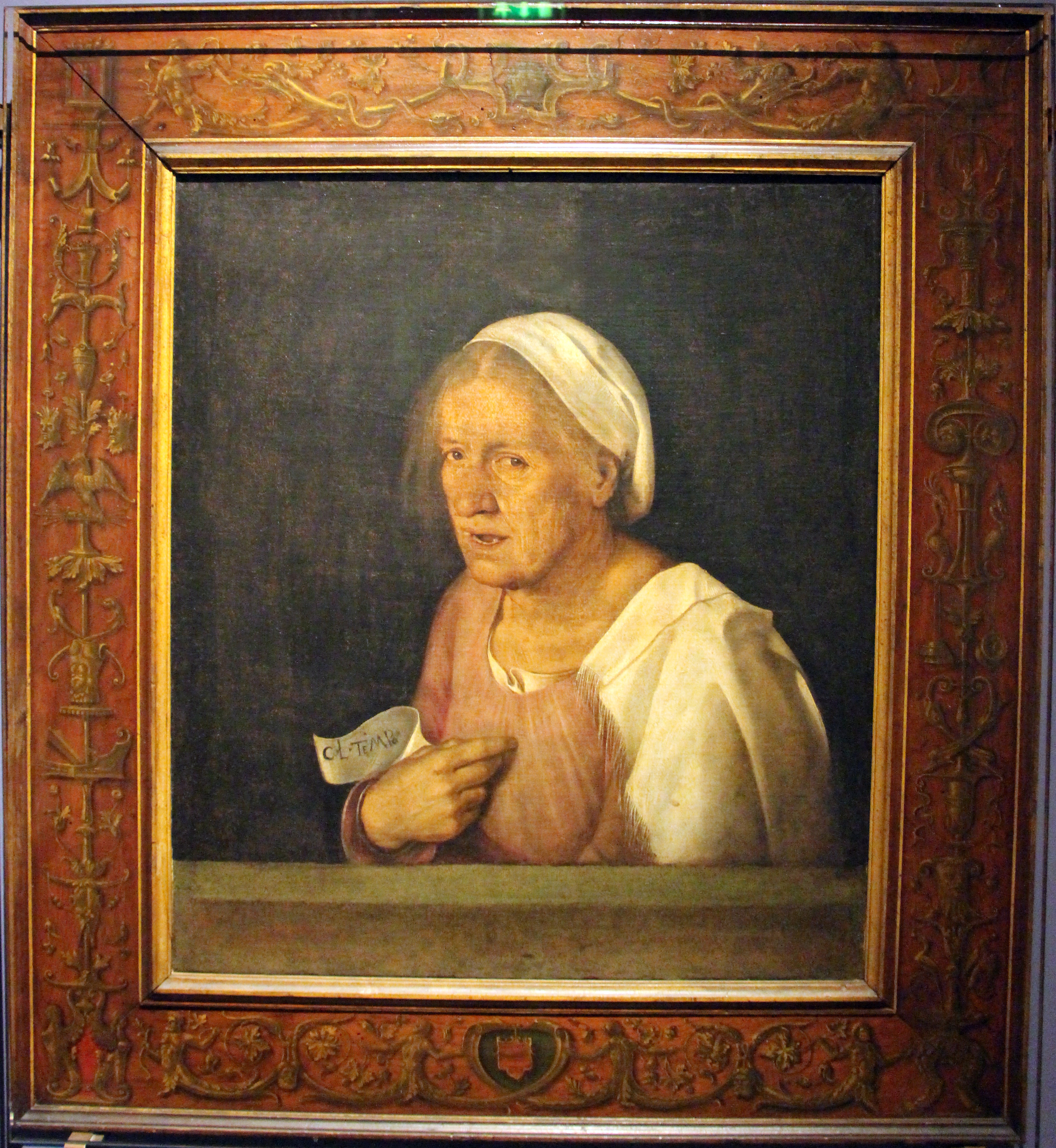
Het schilderij in zijn oorspronkelijke lijst
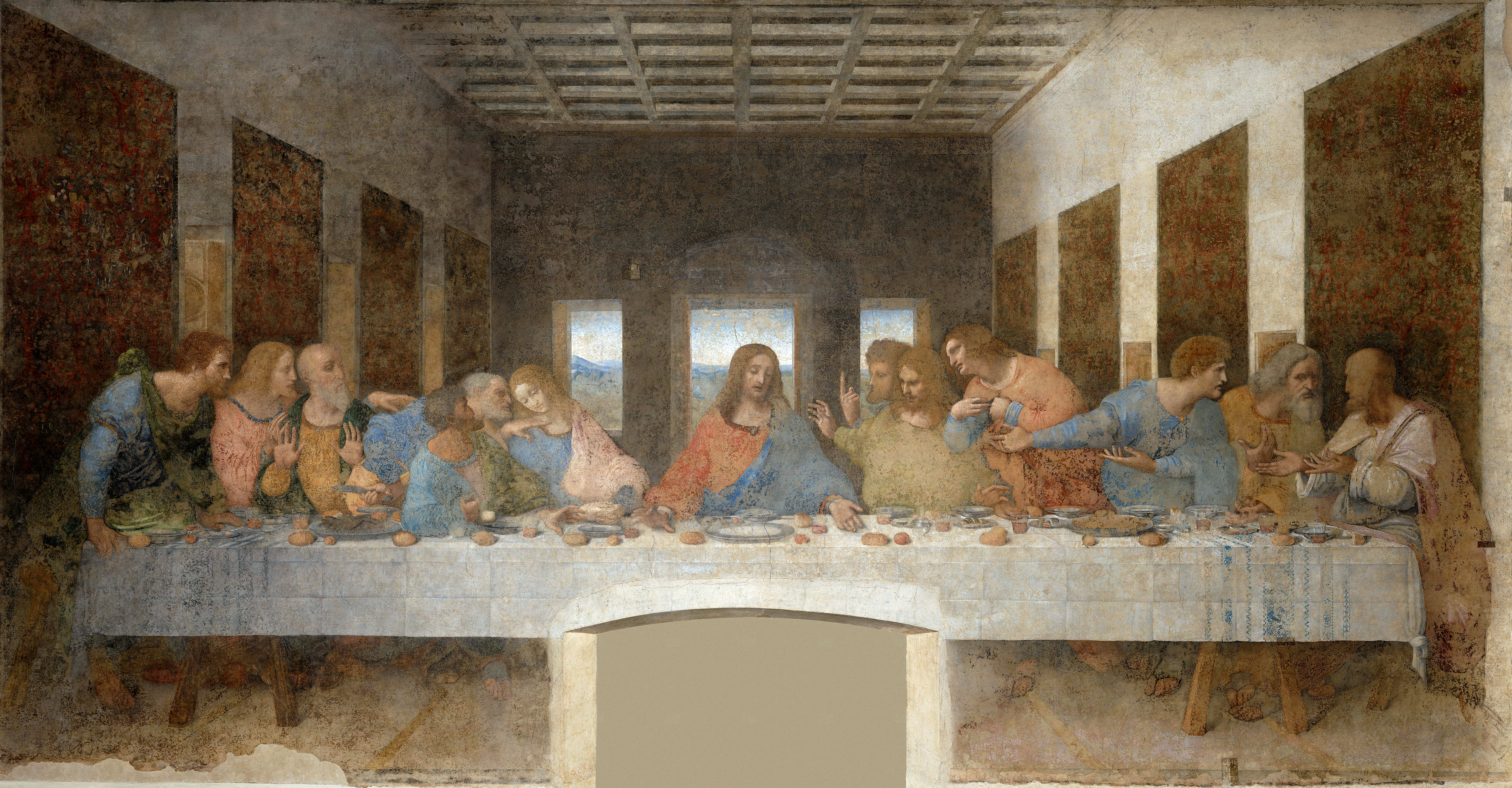
het Laatste Avondmaal - Leonardo da Vinci; Filippus is als vierde van rechts te zien
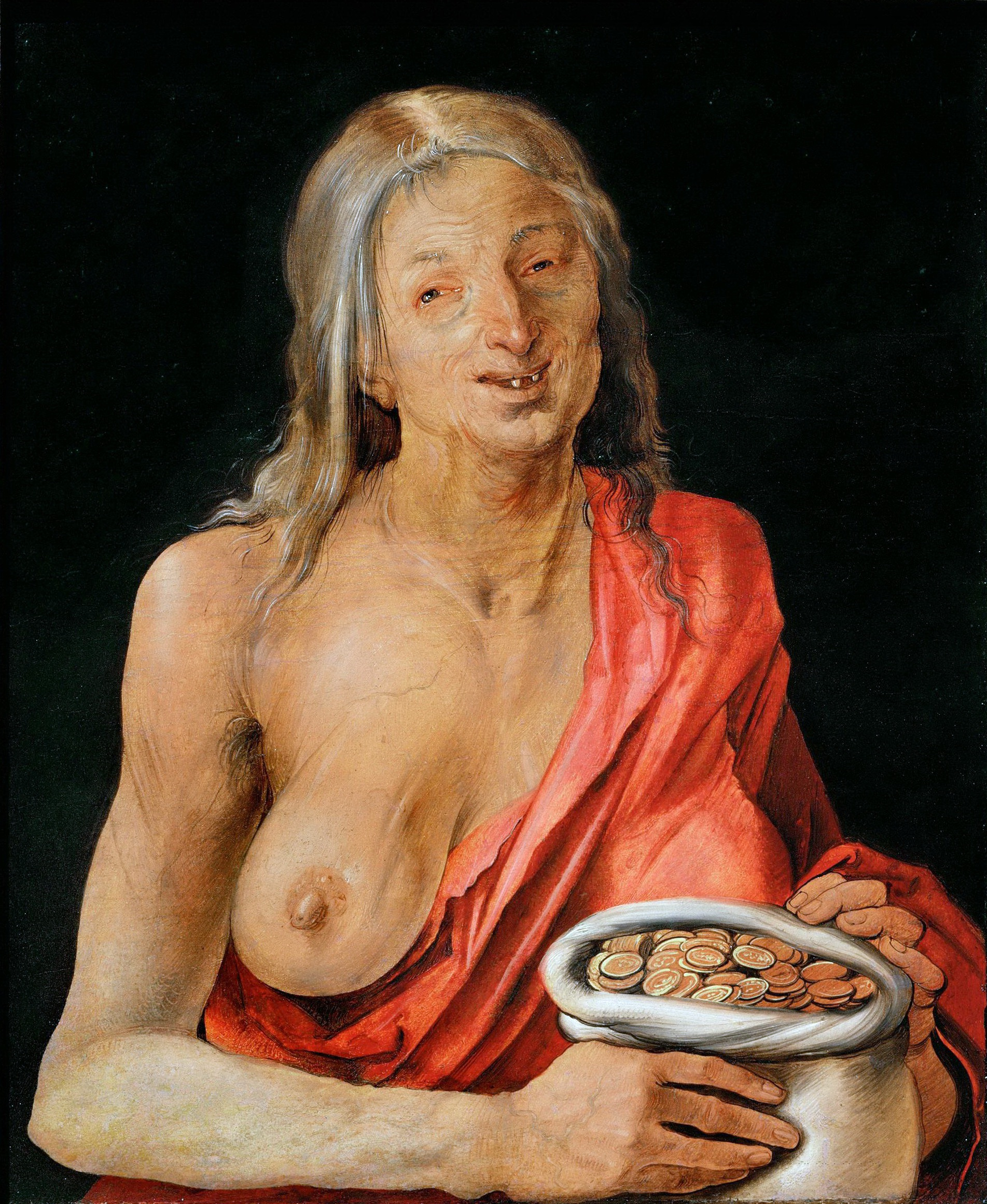
Allegorie van hebzucht - Albrecht Dürer